# Марищук, Владимир Лаврентьевич
Владимир Лаврентьевич Марищук (21 сентября 1926, Челябинск, Уральская область — 17 апреля 2015, Санкт-Петербург) — советский и российский учёный, профессор, доктор психологических наук, доктор философии, в научной среде, прежде всего, известный как авиационный психолог. За годы деятельности был удостоен ряда званий и наград, среди которых заслуженный деятель науки Российской Федерации, действительный член Петровской академии, Акмеологической академии, Украинской аэрокосмической академии, почетный доктор Гарвардского университета, научный руководитель 195 кандидатов наук, 26 докторов наук.

## Биография
Владимир Лаврентьевич Марищук родился 21 сентября 1926 года в Челябинске. Через три года семья переехала в Симферополь, по месту службы отца. В 14 лет попал на Севастопольский фронт, а в октябре 1942 года поступил во 2-ю Ленинградскую спецшколу военно-воздушных сил, после которой в 1944 году был направлен в Военно-авиационную школу пилотов первоначального обучения передислоцированную в город Ойрот-Тура. Затем проходил обучение в Харьковском военном авиационном училище летчиков-наблюдателей, по окончании которого с 1948 года служил в частях ВВС на летной работе, став начальником воздушной разведки авиационного полка.
Проходя службу в бомбардировочной авиации ВВС, стал заниматься спортом и заинтересовался проблемой эмоциональной напряжённости в полете (авиационной психологией). Находясь на летной работе, заочно окончил биологический факультет Наманганского учительского института.
После расформирования авиационного полка, в котором Марищук служил начальником воздушной разведки и начальником штаба, он получил назначение в Краснознаменный военный институт физической культуры, где получил хорошую подготовку по анатомии, физиологии и где прослужил более 60 лет. Обучаясь в ВИФКе, он заочно закончил исторический факультет Ленинградского государственного педагогического института им. А. И. Герцена, проявив интерес к истории педагогики и физической культуры, провел архивно-аналитический поиск, опубликовал ряд статей по истории физкультурного педагогического образования.
Окончив ВИФК, стал начальником отделения ВВС в научно-исследовательской лаборатории, где осуществлял изучение летной напряжённости, искал пути её преодоления с помощью средств физической подготовки. Изучая эмоциональный стресс, много работал над методиками физической подготовки летного состава, по психологическому отбору в летные училища, был соавтором ряда документов по психодиагностике. В 1963 году защитил в Ленинградском государственном университете диссертацию на соискание ученой степени кандидата педагогических наук (по психологии) на тему: «О совершенствовании эмоциональной устойчивости курсантов-летчиков, как средства предупреждения и преодоления напряжённости в полетах».
После защиты кандидатской диссертации профессор Борис Герасимович Ананьев предложил ему подготовить для факультета психологии ЛГУ курс «Поведение человека в экстремальных условиях». Он создал этот курс и читал его с 1965 по 1975 год. Одновременно им был подготовлен и читался курс «Психодиагностика, профотбор, профориентация».
Почувствовав пробелы в медицинских знаниях для более глубокого осознания сущности авиационного стресса, Марищук, уже будучи кандидатом наук, прослушал полный курс и прошел клиническую практику на двухгодичном отделении по подготовке врачей-психоневрологов факультета усовершенствования врачей Военно-медицинской академии им. С. М. Кирова.
В научно-исследовательской лаборатории Военного института физической культуры Марищук провел исследования оценки состояния военнослужащих в условиях перегрузок, вибрации, гиподинамии, гипоксии, дыхания под избыточным давлением, гипервентиляции. В эти годы активно сотрудничал с кафедрой авиационной космической медицины ВМА им. С. М. Кирова.
В 1984 и 1997 годы Марищук защитил — докторские диссертации по психологии и философии. Являлся заслуженным деятелем науки Российской Федерации. Он избран действительным членом Петровской академии наук и искусств (1995), Американской академии науки и техники (1997), Академии акмеологических наук (1993), Аэрокосмической академии Украины (1993), почетным членом Международной академии психологических наук (1997), Балтийской педагогической академии (1995) и других.
В 1995 году в качестве приглашенного профессора вёл курс «Психология спорта» в Научно-методическом учреждении «Национальный институт образования» Министерства образования Республики Беларусь.

## Личная жизнь
Супруга — Нонна Михайловна Марищук — участница Великой Отечественной войны, защитница блокадного Ленинграда. Старшая дочь, Людмила Владимировна Марищук, доктор психологических наук, профессор. Младшая дочь, Лариса Владимировна Марищук, переводчик (немецкий и французский языки).

## Труды
Среди его трудов можно выделить монографии:
1. «Напряженность в полете» (1969)
2. «Методики психодиагностики в спорте» (1984, 1990)
3. «Психодиагностика в спорте» (2005)
4. «Информационные аспекты управления спортсменом» (1983)
5. «Педагогическое мастерство и педагогическая культура офицера-специалиста по физической подготовке и спорту» (1993)
6. «В чём сила сильных» (1992)
7. «Свойства личности и их характеристика в физической культуре и спорте» (1996)
8. «Психодиагностическая беседа с элементами физиогномики» (1996, в соавторстве)
9. «Вопросы истории педагогического физкультурного образования» (1998, в соавторстве)
10. «Поведение и саморегуляция человека в условиях стресса» (2001, в соавторстве)
11. «Здоровый образ жизни: психология самосохранения» (2018, посмертное издание)

Почти все публикации Марищука написаны в соавторстве, он активно привлекал к работе своих учеников.
Учебники:
1. «Вопросы разностороннего воспитания курсантов высшего военного учебного заведения на примере у военно-физкультурного вуза» (1996, соавтор)
2. «Вопросы общей, военной и спортивной дидактики» (2000)
3. «Психология физической подготовки и спорта» (2002)
4. «Педагогика физической подготовки и спорта» (2004)
5. «Акмеология физической культуры и спорта» (2008)